# ألبرت يورك
ألبرت يورك (بالإنجليزية: Albert York)‏ هو رسام أمريكي، ولد في 1928، وتوفي في 2009.